# Fläckstrupig flamspett
Fläckstrupig flamspett (Dinopium everetti) är en fågel i familjen hackspettar inom ordningen hackspettartade fåglar.

## Utseende och läte
Fläckstrupig flamspett är en stor hackspett. Undersidan är vitaktig med mörka fjäll, medan ovansidan är gulgul till olivgrön med en diffus rödaktig teckning på ryggen. Strupen är ljust gräddvit med små fläckar. På huvudet syns en kantig huvudtofs, svart med röd spets hos honan och helröd hos hanen. Hanen har även en litet rött mustaschstreck. Arten liknar rödhuvad sultanspettmen skiljer sig genom svartvita strimmor på huvudet och mörk snarare än ljusgul näbb. Bland lätena hörs ljudliga stammande "ki-ki-ki-ki-ki-ki-ki-ki!” som avtar på slutet.

## Utbredning och systematik
Fågeln återfinns på öarna Balabac, Palawan och Calamian i sydvästra Filippinerna. Fläckstrupig flamspett betraktades tidigare som underart till guldryggig flamspett.

## Status
Arten tros minska i antal till följd av pågående skogsavverkingar. Den verkar dock tolerera störda miljöer och förekommer även i lägre bergstrakter som inte är lika påverkade av habitatförlust. IUCN kategoriserar arten som nära hotad. Världspopulationen uppskattas till mellan 6 600 och 22 000 vuxna individer.